# Chionaspis camphora
Chionaspis camphora är en insektsart som först beskrevs av Chen 1983.  Chionaspis camphora ingår i släktet Chionaspis och familjen pansarsköldlöss. Inga underarter finns listade i Catalogue of Life.